# Teatro Comunale (Siracusa)
Il Teatro Massimo Città di Siracusa è un edificio sito in Ortigia ed è dedicato alle opere teatrali. Esso venne inaugurato nel 1897,  rimase in funzione sino al 1962 quando venne chiuso per lavori di manutenzione, e riaperto ufficialmente agli spettacoli il 26 dicembre 2016. 

## Storia
Fu Tommaso Gargallo a suggerire l'ubicazione del nuovo teatro a Siracusa in quello che erano i preesistenti Palazzo Bonanno Filangieri dei Principi di Cattolica e la Chiesa e Monastero dell'Annunziata, e con legge del 7 luglio 1866 la suddetta area venne destinata alla demolizione.

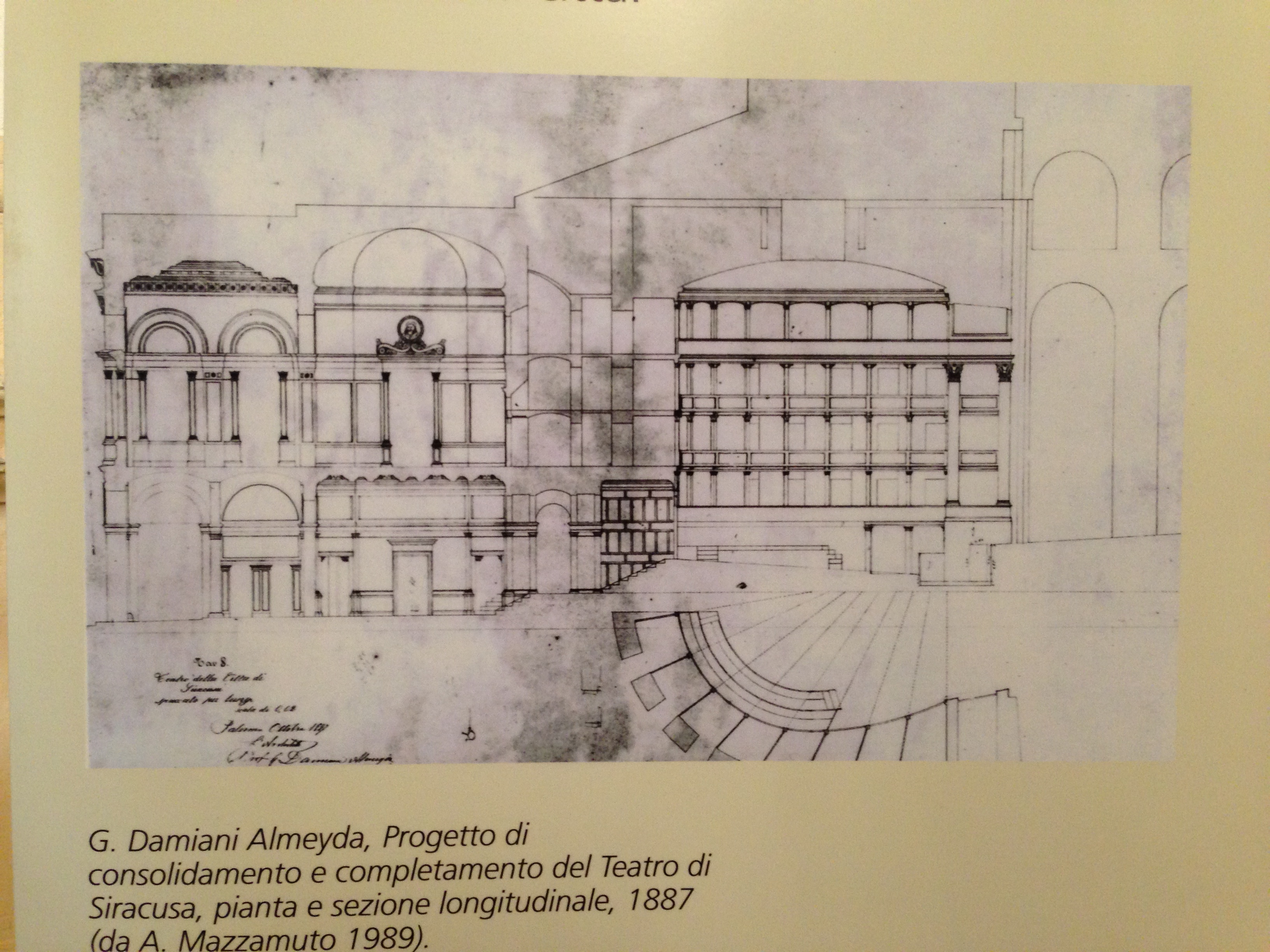
Progetto del 1887 di Almeyda che rappresenta l'attuale composizione del teatro

La costruzione del Teatro risale al 14 marzo 1872, quando venne posta la prima pietra. L'opera era stata commissionata dal sindaco Alessandro Statella all'ingegnere militare Antonino Breda. I materiali utilizzati per la costruzione furono gli stessi provenienti dall'abbattimento degli edifici. Ma ben presto, i lavori vennero interrotti perché il prospetto nord era asimmetrico per cui il Comune chiese di demolire e rifare l'ala difettosa. Nel 1875 subentrò l'ingegnere Giambattista Basile che suggerì delle modifiche. 
Tre anni dopo a causa della rinuncia dello stesso venne nominato l'architetto Giuseppe Damiani Almeyda - autore del Teatro Politeama di Palermo - per eseguire le perizie. Questi propose di demolire quanto fino ad allora realizzato. Nacque così un lungo contenzioso giudiziario che si concluse con l'avvio dei lavori solo nel 1887 (dopo dieci anni di valutazioni). I lavori termineranno solo il 15 maggio 1897 con l'inaugurazione del teatro con il Faust di Gounod.
Nel 1952 il teatro venne sottoposto ad ammodernamenti, ma nel 1957 dopo la rappresentazione de Il Trovatore di Verdi, de La Boheme di Puccini, de La Cavalleria Rusticana di Mascagni  de I Pagliacci di Leoncavallo e de Lucia di Lammermoor di Donizetti venne chiuso a causa dell'abbattimento del Palazzo Barresi, di fianco alla struttura. La successiva riedificazione del nuovo Palazzo Pupillo ha determinato gravi problemi statici e da quel momento il teatro ha cessato le sue attività. In effetti il teatro fu attivo fino al 1962 utilizzato solo per spettacoli di prosa.

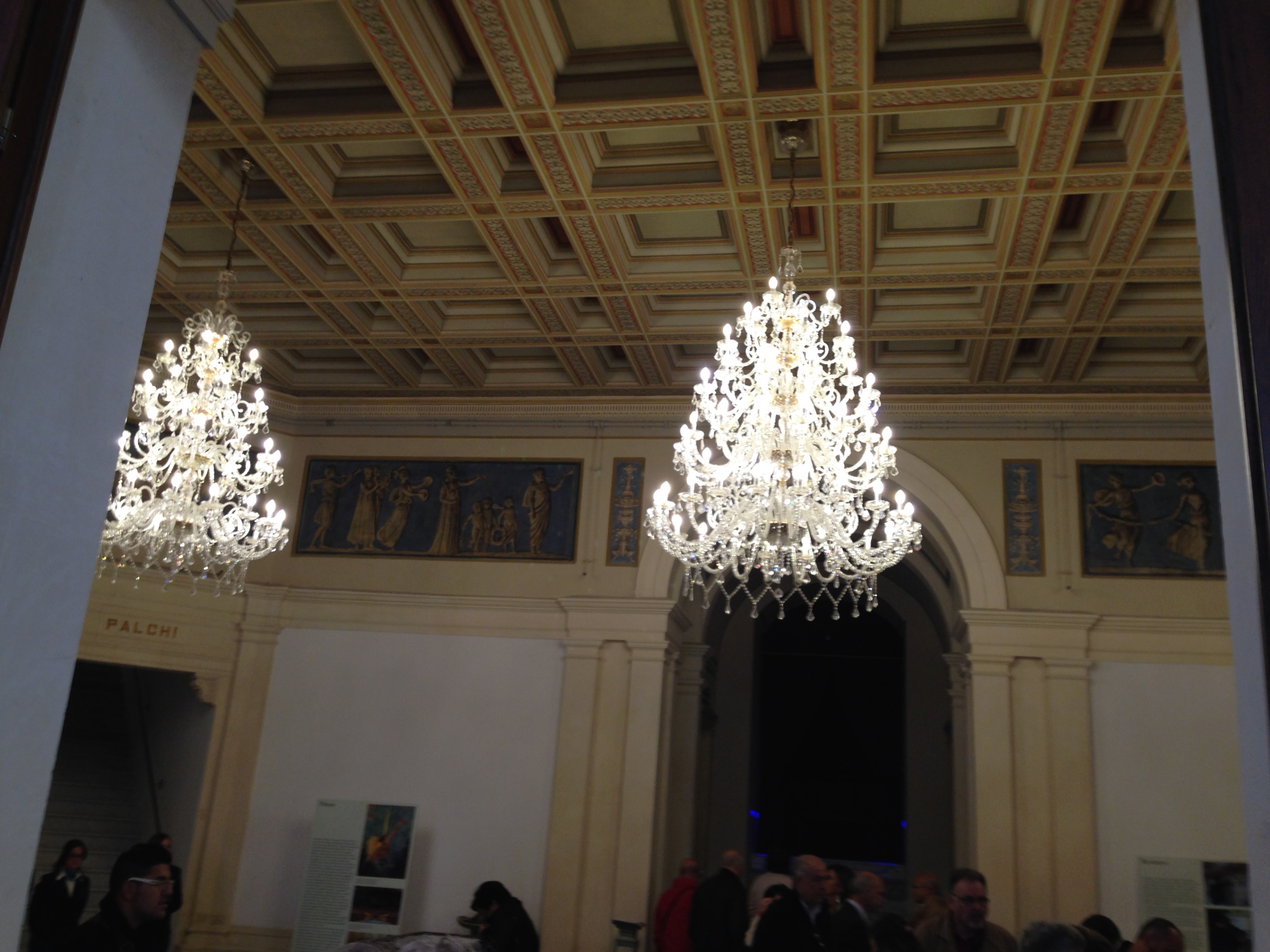
I due lampadari donati da Dolce & Gabbana

Nel corso degli anni si sono susseguiti una serie di lavori di ripristino della struttura, degli arredi, degli interni e delle decorazioni. I lavori si sono alternati senza tuttavia giungere ad un reale completamento a causa delle difficoltà nel reperimento di finanziamenti. Il deterioramento degli interni determinò dei lavori di ripristino delle parti pittoriche, di palchi e volte tra il 1999 e il 2000. Poi sino al 2002 altri lavori di consolidamento. Nel 2010 il Comune accese un mutuo per completare gli impianti elettrici e idrici. Ad oggi la struttura è completa ma l’impianto antincendio è danneggiato, ciò ha determinato un contenzioso con la ditta.
L'8 ottobre 2013 il teatro pur non essendo ancora fruibile ha ospitato una serata per l'inaugurazione di uno spot televisivo di Dolce & Gabbana. A seguito di questo evento i due stilisti hanno regalato al teatro due lampadari di Murano posti all'ingresso e hanno speso 20.000€. Il perdurare dell'inattività ha destato nel 2014 anche l'interessamento della trasmissione d'inchiesta Striscia la notizia, il cui inviato ha intervistato il sindaco chiedendone spiegazioni.
L'8 luglio 2015 la struttura è divenuta fruibile per le visite a seguito della cessione dei diritti di gestione alla ditta ERGA.
Il 26 dicembre 2016 viene finalmente inaugurata la riapertura del teatro (dopo 54 anni di chiusura) con un concerto e un cartellone di attività.
Il 15 dicembre 2018 un fulmine colpisce il teatro facendo cadere alcune tegole e bruciando l’intero impianto elettrico tanto da far saltare lo spettacolo previsto nei giorni a seguire.

## Il Teatro

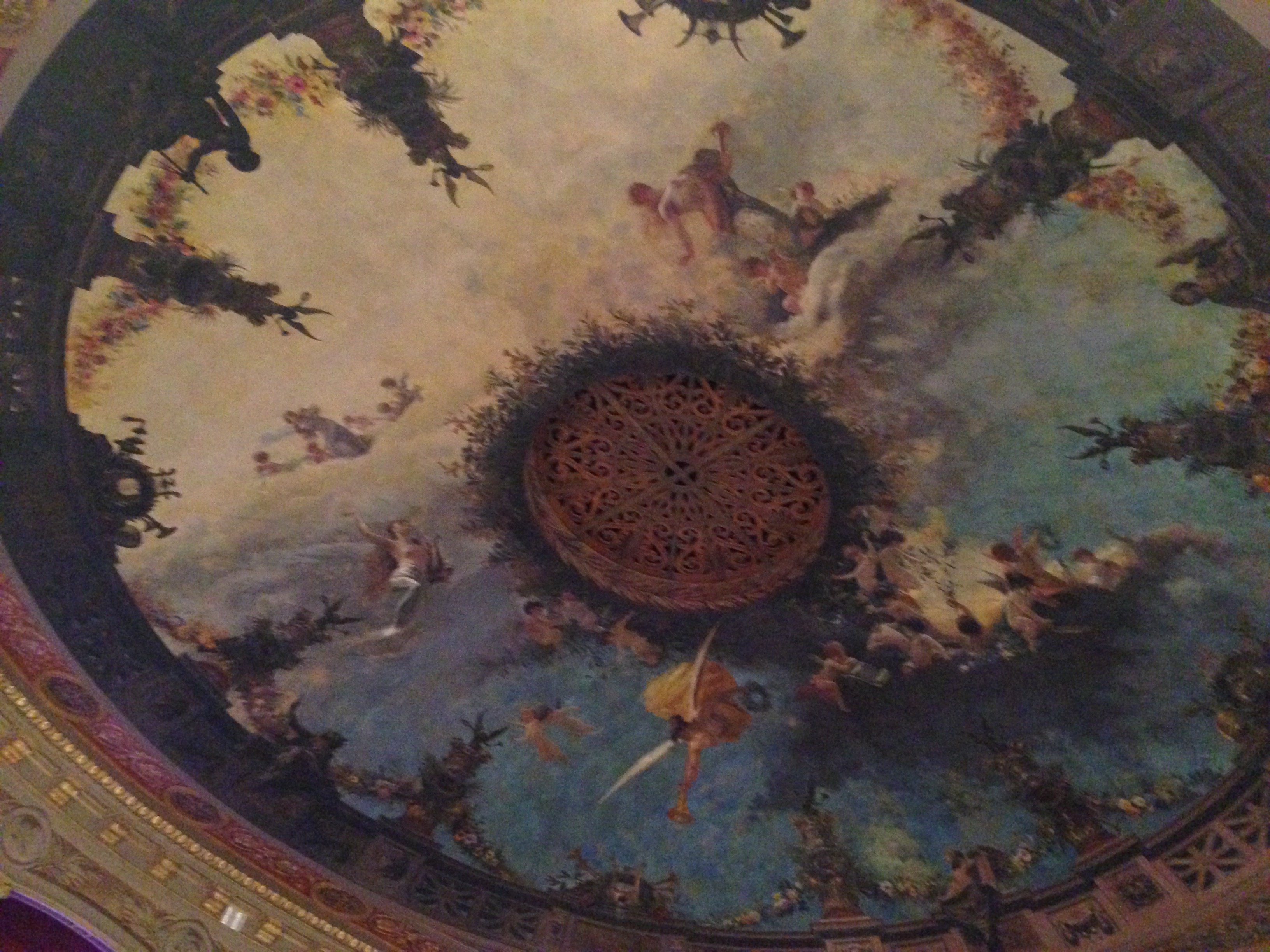
Decorazione del soffitto di Gustavo Mancinelli

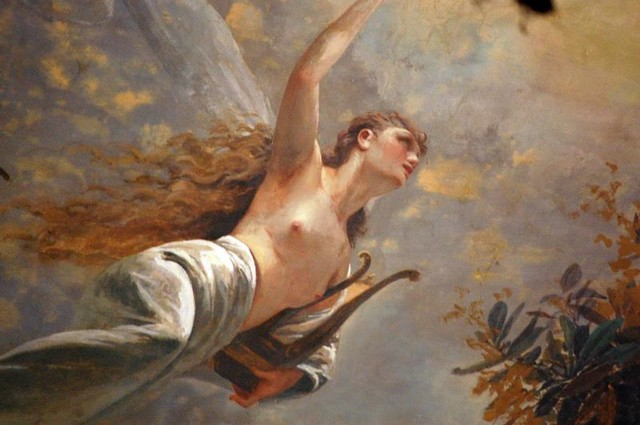
Parte del dipinto Dafne in un bosco popolato di ninfe che Gustavo Mancinelli dipinse sul soffitto del teatro (1895).

Il teatro ha un aspetto imponente. L'ingresso principale presenta un ampio porticato per la sosta delle carrozze. Le facciate sono decorate con maschere teatrali e simboli delle muse. All'interno un ampio foyer dà accesso alla direzione, al guardaroba, all'ingresso della platea, al caffè e a sinistra e a destra alle scale dei palchi. 
La sala principale poteva ospitare 700 spettatori su erano tre ordini di palchi, il loggione con le panche e un ampio palcoscenico, con il ridotto, i camerini e un'orchestra. Oggi sono previsti posti per 500 persone.
I dipinti furono realizzati da Gustavo Mancinelli (figlio di Giuseppe, e spesso l'abbreviazione del nome con la G iniziale ha creato erronee attribuzioni) come la volta centrale dal titolo Dafne in un bosco popolato di ninfe (una rappresentazione allegorica con uno sfondamento illusionistico del tetto), i medaglioni monocromi del vestibolo e i parapetti con i putti reggifestoni. Le decorazioni pittoriche di Gustavo Mancinelli (figlio di Giuseppe). Le decorazioni in gesso di Rocco Enea e Giuseppe Lentini. I fregi in legno e e cartapesta sono di Giuseppe Nicolini.
L'intero complesso delle decorazioni ha dei richiami classici, con ad esempio delle medaglie di illustri personaggi siracusani (ingresso del teatro).

## Galleria d'immagini

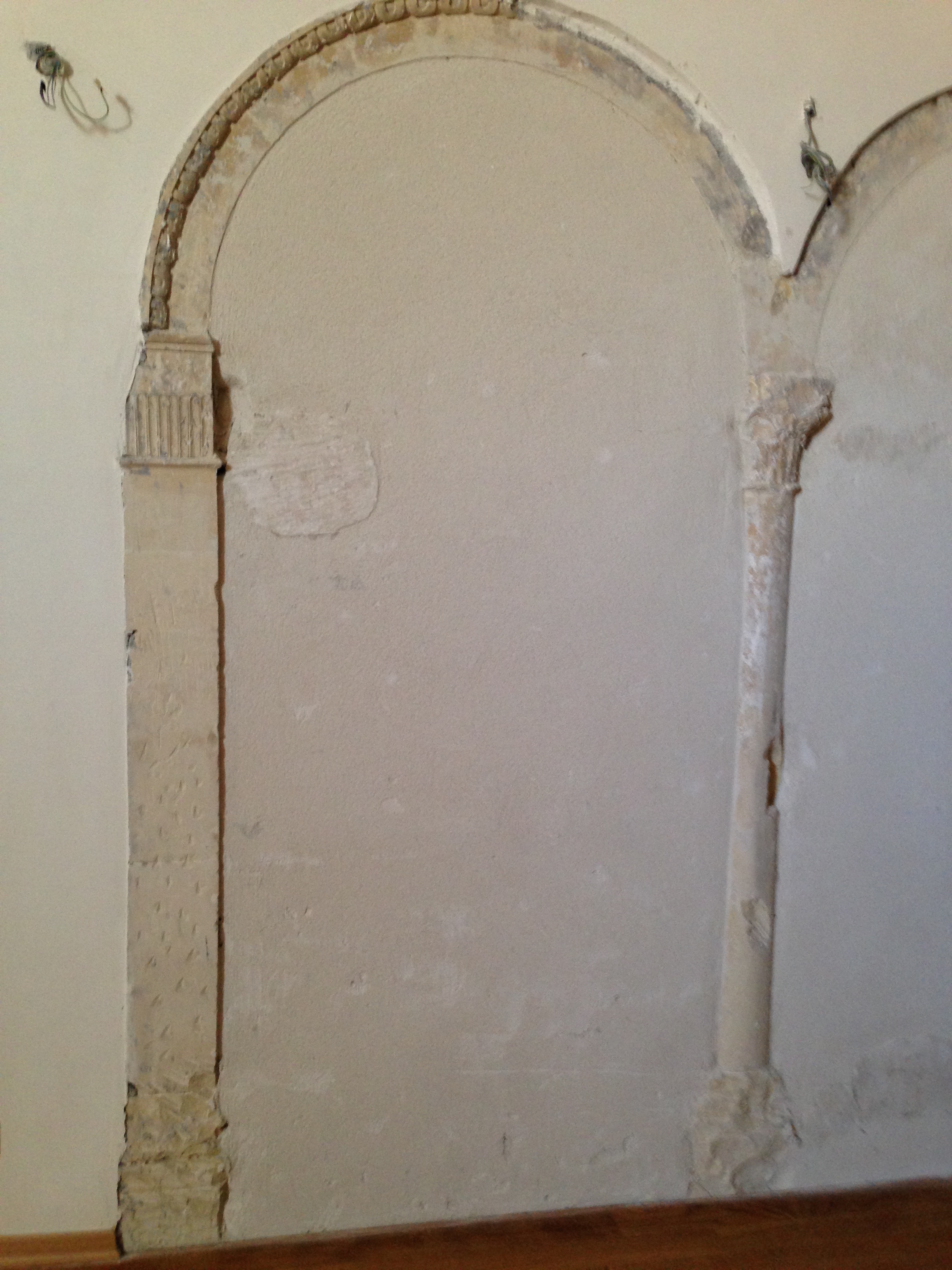
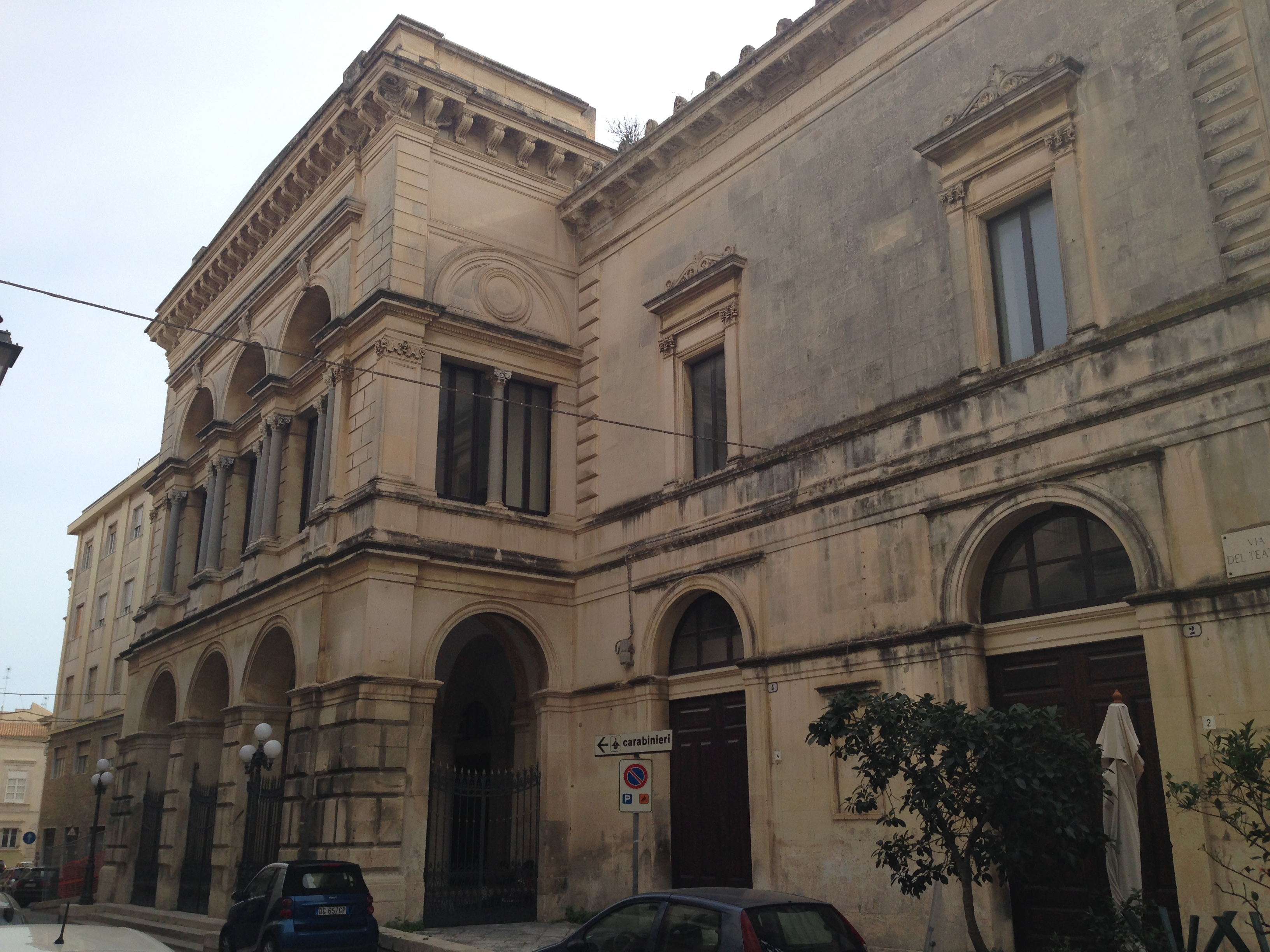
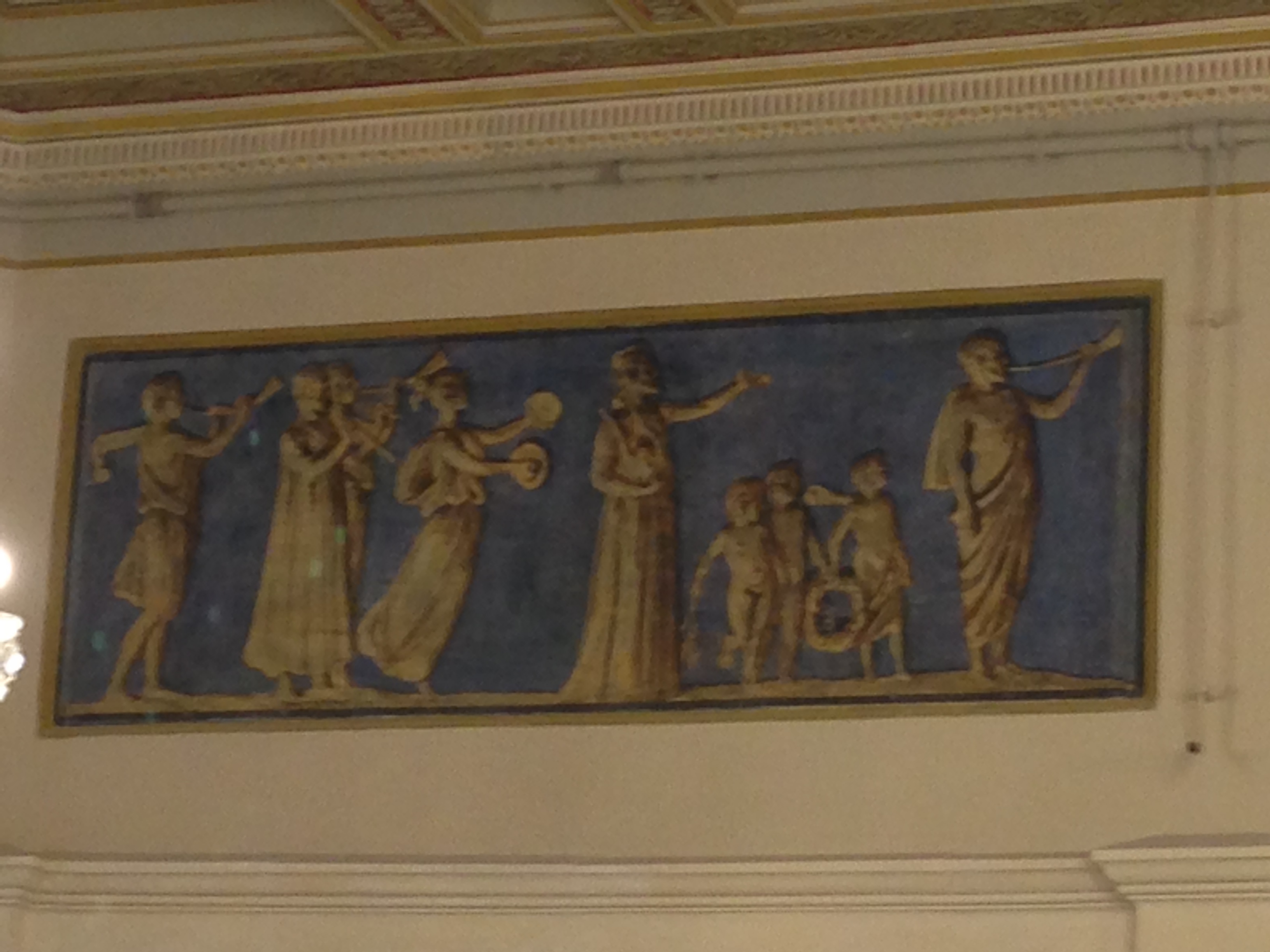
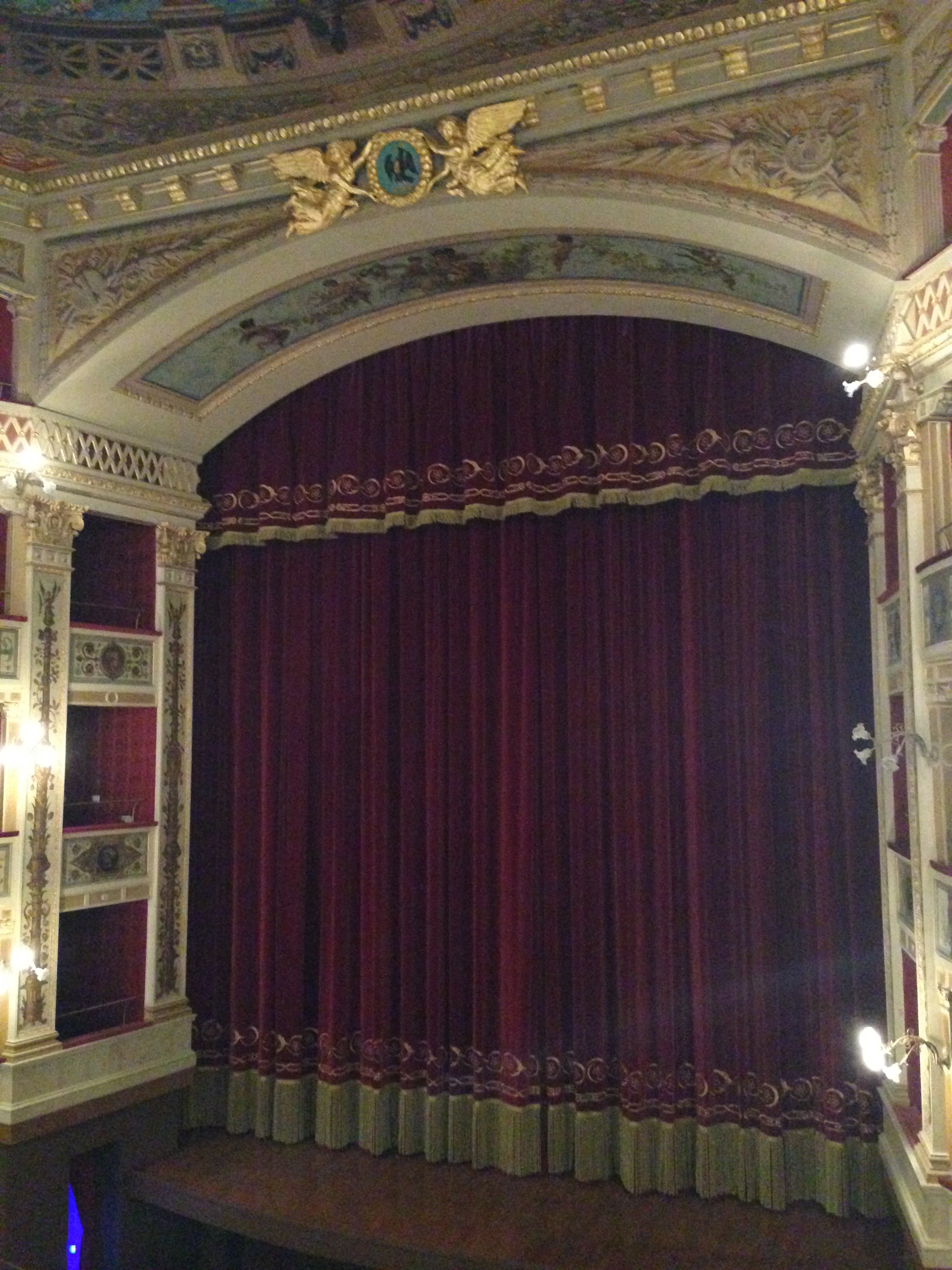
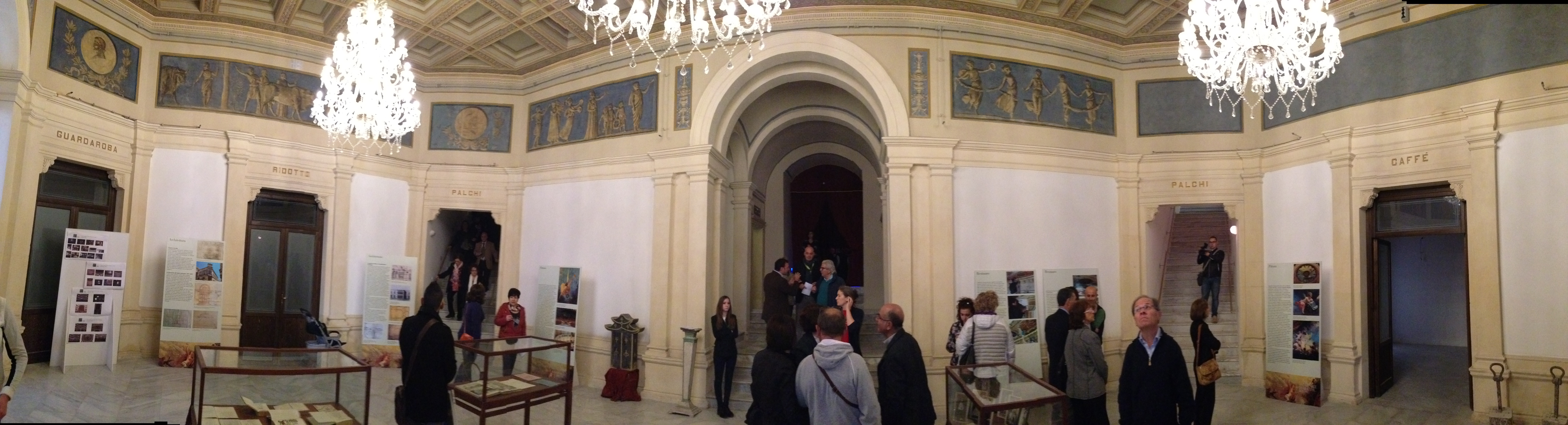
Sala d'ingresso al teatro